# Edisto Beach
Edisto Beach város az USA Dél-Karolina államában, Colleton megyében. Lakosainak száma 1033 fő (2020. április 1.).

## Népesség
A település népességének változása:

| 2010 | 414   |
| 2020 | 1 033 |